# ريم معروف
ريم معروف، إعلامية ومقدمة برامج وممثلة سورية.

## عن حياتها
بدأت ريم معروف العمل عام 2014 م حيث كانت أولى تجاربها على صعيد التمثيل في مسلسل البيئة الشامية طوق البنات (مسلسل)، من إخراج محمد زهير رجب، وتأليف أحمد حامد وإنتاج شركة قبنض. كما شاركت في عدد من المسلسلات مثل "مسلسل صبايا ومسلسل طوق البنات بأجزاءه الأول والثاني والثالث، ومسلسل "سليمو وحريمو" (إخراج فادي غازي) وتؤدي فيه شخصية تشبهها وهي "مذيعة على إحدى المحطات التلفزيونية تلعب دور أساسي في المسلسل الشامي "بيت الموالدي" (إخراج إسماعيل ديركي) بشخصية "أم ظافر" وهي "امرأة قوية تتعامل بفوقية مع الصانعة.

## أعمالها
- باب الحارة (الجزء التاسع)
- مسلسل نحن لها
- بيت الموالدي
- جنان نسوان (مسلسل)
- أوركيديا (مسلسل)
- طوق البنات (مسلسل)